# هرمان هوملز
هرمان هوملز (انگلیسی: Hermann Hummels؛ زادهٔ ۲۹ سپتامبر ۱۹۵۹) بازیکن فوتبال اهل آلمان است.
از باشگاه‌هایی که در آن بازی کرده‌است می‌توان به باشگاه فوتبال پادربورن، باشگاه فوتبال وهن ویسبادن، و باشگاه فوتبال ماینتس ۰۵ اشاره کرد.